# Sdružení obcí mikroregionu Balkán
Sdružení obcí mikroregionu Balkán je dobrovolný svazek obcí podle zákona v okresu Rakovník, jeho sídlem jsou Slabce a jeho cílem je celkový rozvoj mikroregionu. Sdružuje celkem 10 obcí a byl založen v roce 1999.

## Obce sdružené v mikroregionu
- Hracholusky
- Hřebečníky
- Hvozd
- Krakov
- Krakovec
- Malinová
- Panoší Újezd
- Pavlíkov
- Slabce
- Všetaty